# Alexander Leidinger
Alexander Leidinger (* 14. September 2004 in Wien) ist ein österreichischer Fußballspieler.

## Karriere
Leidinger begann seine Karriere beim FC Admira Wacker Mödling. Bei der Admira spielte er ab der Saison 2018/19 auch in der Akademie, in der er bis 2023 sämtliche Altersstufen durchlief. Zur Saison 2023/24 wechselte er zum Regionalligisten FCM Traiskirchen. Für Traiskirchen kam er zu 26 Einsätzen in der Regionalliga Ost.
Zur Saison 2024/25 kehrte er zum Zweitligisten Admira zurück. Sein Debüt in der 2. Liga gab er im Mai 2025, als er am 30. Spieltag jener Saison gegen den SV Horn in der 79. Minute für Josef Weberbauer eingewechselt wurde. Zur Saison 2025/26 wurde er auf Kooperationsbasis zurück nach Traiskirchen verliehen.